# Correo de la Mañana
El Correo de la Mañana fue un periódico español editado en Badajoz entre 1914 y 1927.

## Historia
El diario, nacido en 1914, dio un nuevo impulso a la actividad periodística en Badajoz y llegó a ser considerado como el periódico de mayor circulación de Extremadura. Publicó su primer número el 26 de febrero de 1914. A lo largo de su existencia mantuvo una línea editorial conservadora, apoyando al marqués de la Frontera. A partir de 1918 el Correo de la Mañana se convirtió en órgano provincial maurista. El escritor y periodista pacense José López Prudencio llegó a ejercer como director de la publicación, quien contó con la colaboración Francisco Valdés y Arturo Gazul.
Continuó editándose hasta 1927, cuando se fusionó con el Noticiero Extremeño para formar el Correo Extremeño.